# ستيلا كوركري
ستيلا كوركري (بالإنجليزية: Stella Corkery)‏ هي رسامة نيوزيلندية، ولدت في 1960 في Tuatapere ‏ في نيوزيلندا.